# 가미호바라촌
가미호바라촌(上保原村)은 후쿠시마현 다테군에 있던 촌이다. 현재의 다테시에 해당한다.

## 역사
- 1889년 4월 1일 - 정촌제 시행에 의해, 가미호바라촌, 오야나기무라의 구역을 가지고 성립하였다.
- 1955년 3월 1일 - 호바라정·오오타촌·하시라자와촌·도미나리촌과 합병해 호바라정이 성립하여. 동일 가미호바라촌이 폐지되었다.
- 2006년 1월 1일 - 호바라정이 다테정·야나가와정·료젠정·쓰키다테정과 합병해 다테시가 성립하였다.

## 교통

### 철도
- 후쿠시마 전기철도 (현:후쿠시마 교통) 
  - 가케다선 (1971년 폐지)

현재는 아부쿠마 급행선의 다카코역과 가미호바라역이 있지만, 당시에는 미개업 상태였다. 

## 참고문헌
- 角川日本地名大辞典 7 福島県